# Gedenkstätte Nordenstadt
Il Gedenkstätte Nordenstadt (Memoriale di Nordenstadt) è un memoriale per gli ebrei di Nordenstadt uccisi nell'Olocausto. 

## Descrizione
È stato inaugurato nel 1994 davanti all'ex municipio. Questo è il luogo da cui avvenne la deportazione degli ebrei da Nordenstadt. Nello spazio verde all'angolo tra Heerstraße e Stolberger Strasse, l'artista Marc van den Broek ha disegnato 15 stele metalliche di diverse altezze: 14 riportano i nomi scritti a mano delle vittime dell'Olocausto su una targa di ottone, una delle stele reca l'iscrizione: "Am 10. Juni und am 28. August 1942 wurden die Nordenstadter Juden von hier in die Vernichtungslager deportiert. Wehret den Anfängen!"("Il 10 giugno e il 28 agosto 1942 gli ebrei di Nordenstadt furono deportati da qui verso i campi di sterminio. Resistete ai primi passi!")